# Палежница Доња (Добој)
Палежница Доња је насељено мјесто у граду Добој, Република Српска, БиХ. Према попису становништва из 2013. у насељу је живјело 166 становника.

## Географија
Налази се на обронцима планине Требаве. Кроз насеље протиче Палешка ријека, на којој се до 1972. налазило седам воденица.

## Историја
Палежница је кроз историју више пута паљена, први пут 1711, затим 1740, те 1858. након гушења Требавске буне.

## Култура
У насељу се налази храм Српске православнце цркве посвећен Светом Илији. Изградња цркве је завршена 1935. године.

## Образовање
Основна школа „Петар Кочић“ је изграђена 1951. добровољном акцијом становника.

## Становништво
Становници се називају Палежани.
| Националност       | 1991. | 1981. | 1971. | 1961. |
| Срби               | 539   |       |       | 770   |
| Југословени        | 4     |       |       |       |
| Црногорци          |       |       |       | 1     |
| Муслимани          | 1     |       |       |       |
| Хрвати             | 1     |       |       |       |
| остали и непознато | 28    |       |       | 3     |
| Укупно             | 573   | '     | '     | 774   |

| Демографија (Палежница) (Палежница) | Демографија (Палежница) (Палежница) | Демографија (Палежница) (Палежница) |
| Година                              | Становника                          | Становника                          |
| ----------------------------------- | ----------------------------------- | ----------------------------------- |
| 1961.                               | 774                                 |                                     |
| 1971.                               | 1.139                               |                                     |
| 1981.                               | 1.073                               |                                     |
| 1991.                               | 573                                 |                                     |
| 2013.                               | 166                                 |                                     |

### Презимена
- Тодић, Срби[1]
- Цвијановић, Срби[1]
- Симеуновић, Срби[1]
- Митровић, Срби[1]
- Ристић, Срби[1]
- Николић, Срби[1]
- Стојановић, Срби[1]